# Julius Schreiber

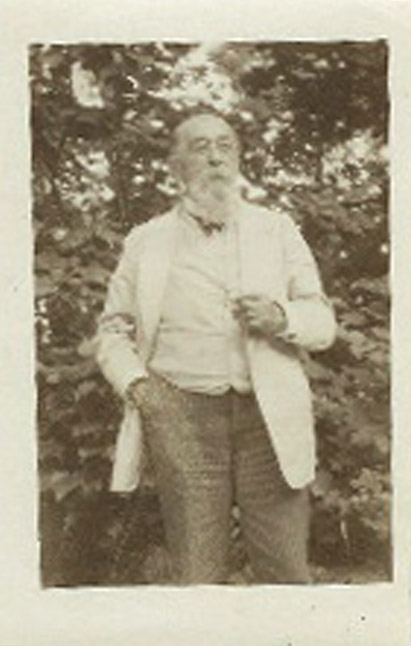
Julius Schreiber in Neuhäuser, Ostpreußen, 1930

Julius Schreiber (* 28. Februar 1848 in Schrimm, Provinz Posen; † 18. September 1932 in Königsberg i. Pr.) war ein deutsch-jüdischer Internist und Hochschullehrer in Königsberg.

## Leben
Julius Schreiber war Sohn des Kaufmanns und Ratsherrn Joseph Schreiber aus Schrimm. Er ist ein Cousin von Hermann Schreiber. Der Großvater von Julius Schreiber, Rabbiner Benjamin Schreiber (* 1779 in Wreschen; † 14. Februar 1839 in Graetz), war der Urgroßvater von Hermann Schreiber.
Nach dem Studium und der internistischen Ausbildung an der Albertus-Universität Königsberg und der Habilitation im Jahre 1877 ging er an die Universität Leipzig zu Julius Friedrich Cohnheim. 1883 wurde Schreiber Professor und 1888 Direktor der Medizinischen Poliklinik in Königsberg. 1893 wurde er zum Mitglied der Deutschen Akademie der Naturforscher Leopoldina gewählt. 1909 erhielt er den Titel Geheimer Medizinalrat. Im Ersten Weltkrieg war er fachärztlicher Beirat für Innere Medizin beim I. Armee-Korps und wurde mit dem Eisernen Kreuz ausgezeichnet. 1918 wurde er zum o. Professor der Medizinischen Fakultät der Albertus-Universität berufen. Schreibers Spezialgebiet war die Gastroenterologie.